# Martin-chasseur torotoro
Syma torotoro
Espèce
Statut de conservation UICN

 LC  : Préoccupation mineure
Le Martin-chasseur torotoro (Syma torotoro) est une des deux espèces de martins-chasseurs du genre Syma.